# Lijst van burgemeesters van Spanbroek
Dit is een lijst van burgemeesters van de Nederlandse gemeente Spanbroek tot die gemeente in 1959 opging in de gemeente Opmeer.
| Ambtsperiode | Naam burgemeester                   | Partij of stroming | Bijzonderheden                                                       |
| ------------ | ----------------------------------- | ------------------ | -------------------------------------------------------------------- |
| ca 1698      | Ewout van der Wolf                  |                    |                                                                      |
| ca 1701-1702 | Pieter Gootjesz Spierdijk           |                    |                                                                      |
| ca 1709      | Cornelis Cornelisz Bakker           |                    |                                                                      |
| ca 1710-1711 | Adriaan Pietersz Bakker             |                    |                                                                      |
| ca 1757      | Joris Clomp                         |                    |                                                                      |
| ca 1764      | Adriaan Cos                         |                    |                                                                      |
| 1817 - 1835  | J. Smit                             |                    |                                                                      |
| 1835 - 1843  | Albert Hartenberg                   |                    | Werd in 1843 "in staat van kennelijk onvermogen" verklaard.          |
| 1843 - 1872  | Petrus François van den Steen       |                    | tevens burgemeester van Opmeer (1853-1872)                           |
| 1872 - 1917  | Hector Jacob Koenraad van den Steen |                    | tevens burgemeester van Opmeer (1881-1917); zoon van zijn voorganger |
| 1918 - 1936  | Arie Commandeur                     |                    | tevens burgemeester van Opmeer                                       |
| 1936 - 1944  | H.J.M. Keijzer                      |                    | tevens burgemeester van Opmeer                                       |
| 1944 - 1945  | N. Bruin                            |                    | waarnemend; tevens waarnemend burgemeester van Opmeer                |
| 1945 - 1955  | H.J.M. Keijzer                      |                    | tevens burgemeester van Opmeer                                       |
| 1955 - 1959  | Klaas (K.) Komen                    | KVP                | tevens burgemeester van Opmeer (1955-1976)                           |